# Annalisa Berta
Annalisa Berta és una paleontòloga estatunidenca i catedràtica emèrita del Departament de Biologia de la Universitat Estatal de San Diego. El 1979 es doctorà en Paleontologia per la Universitat de Califòrnia a Berkeley. Seguidament fou investigadora postdoctoral a la Universitat de Florida abans de començar a treballar com a professora a la Universitat Estatal de San Diego el 1989. Presidí la Society of Vertebrate Paleontology entre el 2004 i el 2006 i fou elegida membre de l'Associació Americana per a l'Avenç de la Ciència (AAAS) el 2015.
El seu centre d'interès és l'evolució i el registre fòssil dels cetacis i altres mamífers marins. Ha descrit espècies d'Enaliarctos.